# Émile Nieger
Marie Joseph Émile Nieger (Trie-Château, Oise, 23 mai 1874 - Éclaron, Haute-Marne, 9 février 1951) est un officier et explorateur français.

## Biographie
Engagé volontaire en 1893 comme soldat, il est promu sous-officier (1895), puis il entre à l’École militaire d'infanterie dont il sort élève-officier en 1898 et devient officier saharien en 1900. Il sert alors sous les ordres d'Henri Laperrine. En 1901, il participe à la conquête du Touat et du Gourara.
Il établit une carte du Sahara central au 1/1 000 000 (1901) et, nommé lieutenant à la compagnie méhariste du Touat, est membre de la mission scientifique de Pierre Flye Sainte-Marie (octobre 1904-javnvier 1905). Il traverse ainsi l'Erg Iguidi, le massif des Eglab, atteint Taoudeni et revient par l'Erg Chache après avoir relevé 2 300 km de terrains inexplorés.
En 1907, il est commandant de la compagnie du Tidikelt. Il s'empare en 1909 de la zaouia senoussiste de Djanet.
En 1910, il est chargé de mener l'aménokal Moussa ag Amastan en France dans le cadre de la "Mission Touareg".
Chef de la mission d'études du Transafricain organisée par André Berthelot (1912), il part d'Oran en janvier, traverse le Sahara, atteint Tamanrasset et Agadès et effectue d'importants relevés topographiques qui sont interrompus par la Première Guerre mondiale.
Pendant la Première Guerre mondiale, il commande en 1914 une compagnie du 94e RI, puis commande le 16e bataillon de chasseurs. Comme commandant du 1er régiment de marche d'Afrique dans le corps expéditionnaire d'Orient, en 1915, il montre les plus hautes qualités militaires. En 1916, il prend, sur le front français, le commandement du 44e RI dans des circonstances difficiles, après les affaires de Champagne, et en fait un instrument de guerre hors de pair qui, en septembre 1916, enlève Bouchavesne et parque l'extrême avance de l'offensive française.
Après la guerre, il est administrateur en chef de la zone ouest du Levant. En 1919, il y fait preuve, dans une action politique délicate, d'activité, d'expérience administrative et de connaissance approfondie des hommes. Comme commandant civil et militaire du territoire des Alaouites, puis commandant la 8e brigade du Levant, il exerce un ascendant puissant par son prestige personnel, ses qualités militaires, son énergie et sa bienveillante autorité. Après avoir suivi en 1925 le cours du Centre des hautes études militaires, il repart pour le Maroc où, de 1925 à 1931, il exerce  comme commandant de brigade adjoint à un commandant de région, puis comme commandant de région.
Il est général de division adjoint au gouverneur militaire de Lyon en 1931, puis adjoint au général commandant la région militaire de Paris en 1933, puis commandant de la région militaire de Paris en 1934.
Il est fait Grand-officier de la Légion d'honneur en 1932. 

## Distinctions

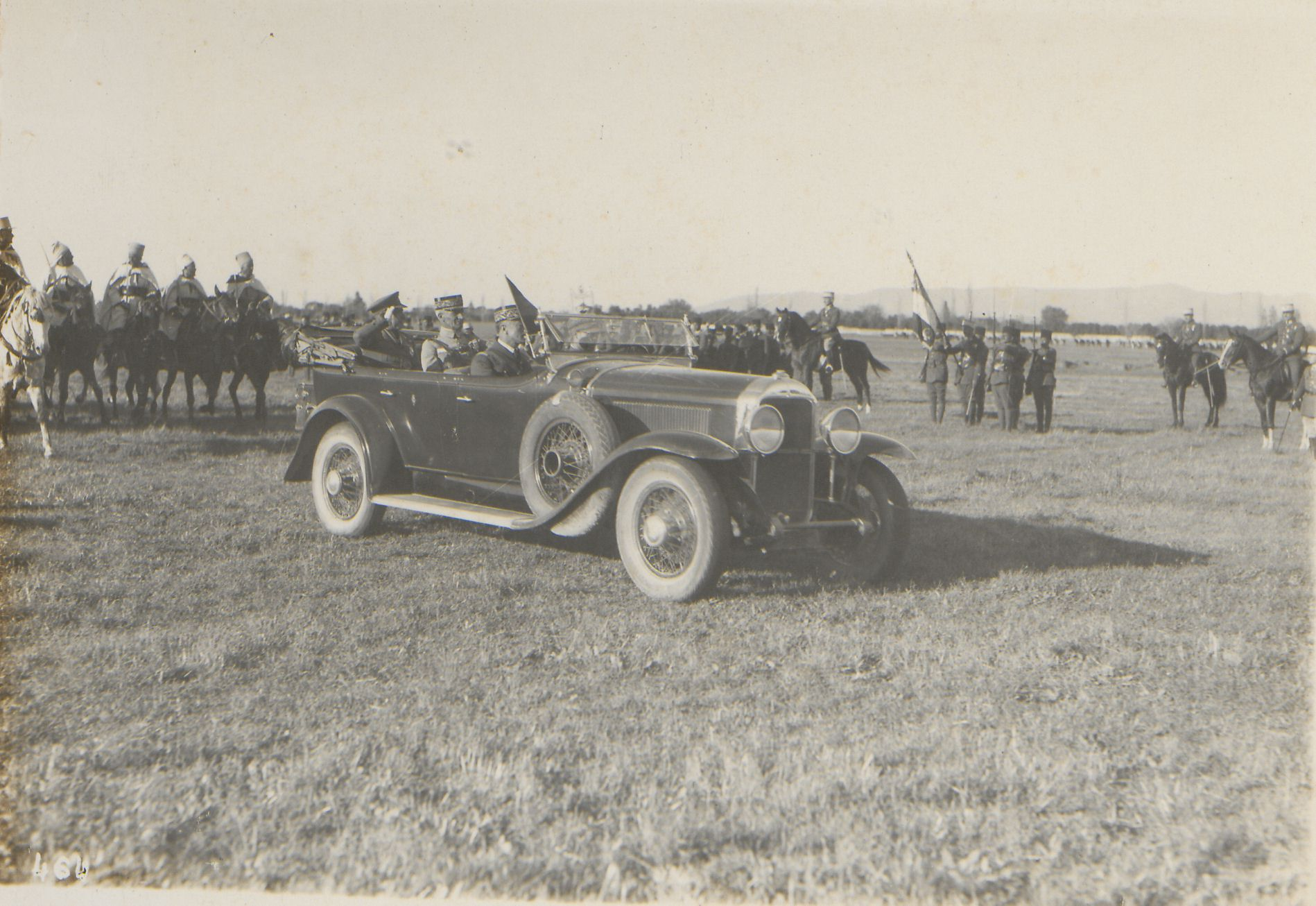
À Meknès, probablement en 1929, le général Nieger passe devant les troupes en voiture avec le général Jordana,.

- En 1929, il est élevé à la dignité de grand-officier de la Légion d'honneur[5], en tant que général de brigade, commandant la région de Meknès.
- Croix de guerre 1914-1918.
- Croix de guerre des théâtres d'opérations extérieurs
- Médaille coloniale
- Ordre du Nichan Iftikar
- Chevalier de l'ordre de l'Etoile noire du Bénin
- Médaille militaire anglaise

## Citations militaires
- Citation à l'ordre du 20e corps d'armée, JO du 26 juin 1915.
- Citation à l'ordre de l'armée, JO du 18 septembre 1915[6].
- Citation à l'ordre de la 6e brigade de chasseurs, n°34, du 18 septembre 1916.
- Citation à l'ordre de la VIe armée, n°400, du 15 octobre 1916.
- Citation à l'ordre de l'armée, commandeur de la Légion d'honneur, rang du 16 avril 1917, JO du 10 juin 1917[7].
- Citation à l'ordre de la Ve armée, du 1er mai 1917.
- Citation à l'ordre de la Ve armée, n°173, du 1er mai 1917 (citation collective du 44e RI)[8].
- Citation à l'ordre de la Ve armée, du 19 août 1918.
- Citation à l'ordre de la Ve armée, n°375, du 22 août 1918 (citation collective du 44e RI).
- Citation à l'ordre de la IVe armée, n°1430, du 31 octobre 1918, JO du 20 décembre 1918 (citation collective du 44e RI).

## Travaux
- Du Touat à Taoudéni, La Géographie, 1907, p. 361-384
- Mission d'étude du chemin de fer Transsaharien (dite du Transafricain), La Géographie, 1913, p. 108-115
- Résultats scientifiques de la mission du Transaharien, La Géographie, 1914, p. 73-113
- Mission du Transafricain. Rapport du capitaine Nieger, chef de la mission, accompagné des rapports des autres membres de la mission, 1924